# Miranda Bennett
Miranda Bennett (1 de septiembre de 1979) es una deportista australiana que compitió en remo. Ganó cuatro medallas en el Campeonato Mundial de Remo entre los años 2002 y 2008.

## Palmarés internacional
| Campeonato Mundial | Campeonato Mundial   | Campeonato Mundial | Campeonato Mundial  |
| Año                | Lugar                | Medalla            | Prueba              |
| ------------------ | -------------------- | ------------------ | ------------------- |
| 2002               | Sevilla (España)     | Medalla de oro     | Cuatro scull ligero |
| 2003               | Milán (Italia)       | Medalla de bronce  | Cuatro scull ligero |
| 2007               | Múnich (Alemania)    | Medalla de oro     | Cuatro scull ligero |
| 2008               | Ottensheim (Austria) | Medalla de oro     | Cuatro scull ligero |